# Krokigtjärnen, Jämtland
Krokigtjärnen är en sjö i Ragunda kommun i Jämtland och ingår i Ångermanälvens huvudavrinningsområde.